# Sul tsin iare
«Sul tsin iare» (წინ იარე, укр. Ідіть далі) — пісня Ото Немсадзе, яка представляла Грузію на пісенному конкурсі Євробачення 2019 в Тель-Авіві.
У квітні 2019 було випущено кліп до Sul tsin iare. Відео, зрежисоване Георгі Ебралідзе, було знято в кількох місцях Грузії, включаючи село Малтаква, міста Інгурі та Тбілісі, а також у кліпі знімався ансамбль «Shavnabada».

## Євробачення
Пісня представляла Грузію на пісенному конкурсі Євробачення 2019, після того, як Ото Немсадзе переміг на грузинському національному відборі. 28 січня 2019 року було проведено спеціальний розіграш, який помістив кожну країну в один з двох півфіналів, а також у якій половині шоу вони виступатимуть. Грузія була розміщена в першому півфіналі, який відбувся 14 травня 2019 року, й виступила у другій половині шоу. Після того, як всі конкуруючі пісні для конкурсу 2019 року були випущені, порядок виконання півфіналів вирішувався виробниками шоу, а не через інший розіграш, так що подібні пісні не розміщувалися поруч один з одним. Грузія виступила 11-ю, але не змогла пройти до гранд-фіналу конкурсу.